# Cherry Bullet
Cherry Bullet (кор. 체리블렛) — південнокорейський жіночий гурт, утворений FNC Entertainment і керований суб-лейблом FNC W. Вони дебютували 21 січня 2019 року зі своїм першим сингл-альбомом під назвою Let's Play Cherry Bullet. Зараз гурт складається з семи учасниць: Хеюн, Юджу, Бора, Джівон, Ремі, Черін і Мей. У грудні 2019 року гурт покинули Міре, Кокоро та Лінлін, які входили до початкового складу. Розформований у квітні 2024 року.

## Кар'єра

### До дебюту
Хеюн раніше була представлена як одна з стажерок, що представляли FNC Entertainment у шоу на виживання телеканалу Mnet Produce 48. Вона фінішувала на 19-му місці і, отже, не стала учасником жіночого гурту IZ*ONE.
Раніше Бора був стажером у Music K Entertainment. І вона, і її колега Юджу з'явилися в «Instagram Reels» BTS під час промоції альбому Love Yourself: Her, а Юджу також з'явилася в музичному відео Honeyst «Someone to Love».
Джівон пройшла прослуховування для першого сезону K-pop Star SBS з піснею «Because Of You» Келлі Кларксон, а пізніше стала стажеркою у Starship Entertainment. У 2012 році вона з'явилася в кліпі Starship Planet «White Love».
Ремі була стажером у Avex Proworks і вперше з'явилася у живих сегментах Pretty Rhythm: Dear My Future у 2012 році як одна із Prism Mates, але не пройшла прослуховування, щоб стати офіційною учасницею. Вона була моделлю Repipi Armario на весняній колекції Point 65th Fashion Show 2014. Кокоро також була студенткою Avex Artist Academy в Нагої, Японія, а у 2016 році підписала контракт з FNC Entertainment.

### 2018—2020: дебют ізLet's Play Cherry Bullet, зміни у складі та цифрові сингли
Прем'єра дебютного реаліті-шоу гурту Insider Channel Cherry Bullet відбулася 28 листопада 2018 року на телеканалі Mnet. Реаліті-шоу було створено, щоб познайомити глядачів із гуртом та кожною із 10 її учасниць.
Їхній перший сингл-альбом Let's Play Cherry Bullet був випущений 21 січня 2019 року і складався з головного синглу «Q&A» і двох інших пісень «Violet» і «Stick Out». Вони провели свій дебютний шоукейс того ж дня в YES24 Live Hall у Кванджін-гу, Сеул.

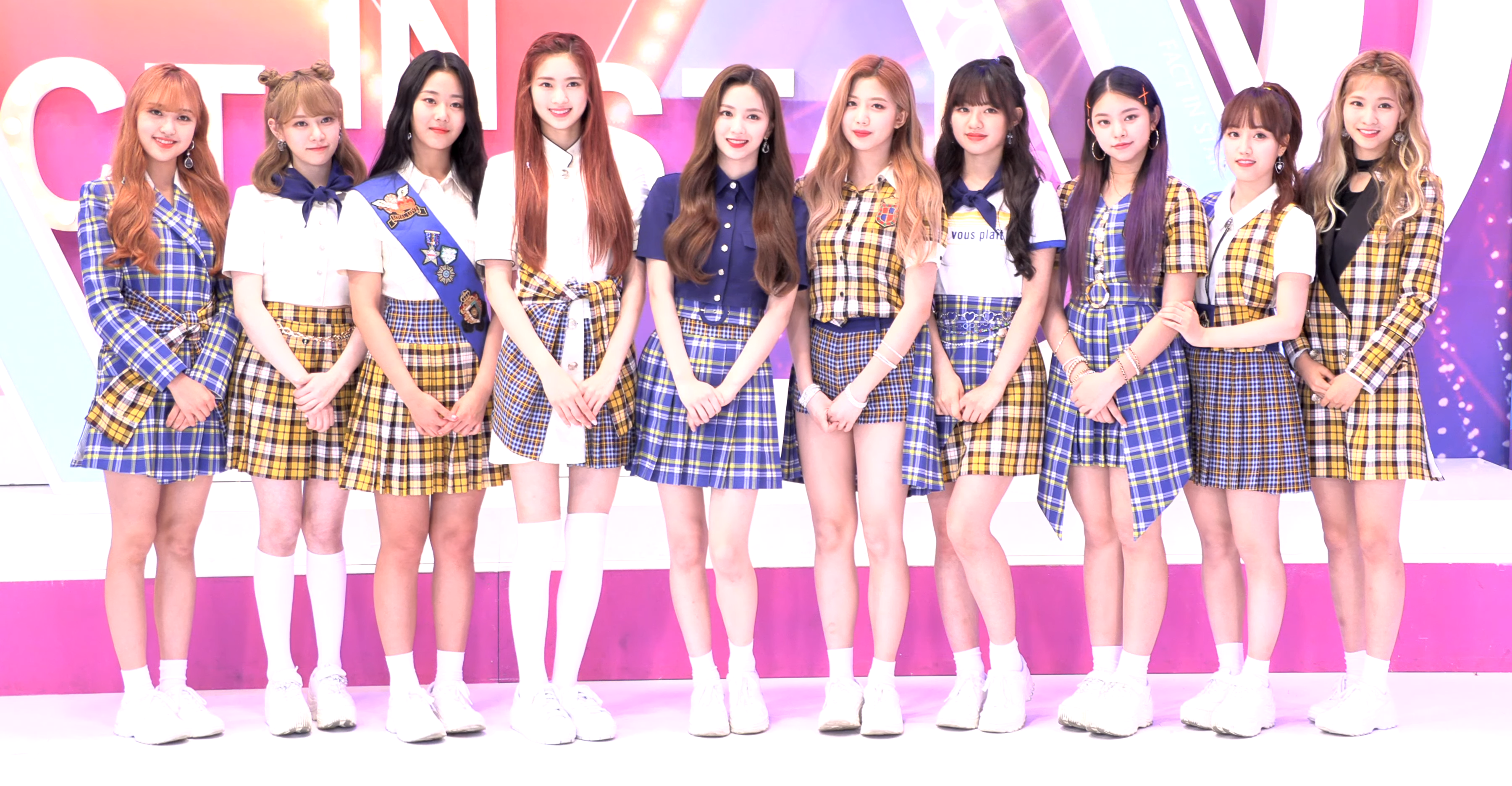
Cherry Bullet у червні 2019

9 травня 2019 року стало відомо, що Cherry Bullet повернуться 22 травня зі своїм другим сингл-альбомом Love Adventure з головним синглом «Really Really».
13 грудня 2019 року FNC оголосили, що Міре, Кокоро та Лінлін залишили гурт та розірвали свої контракти. Було оголошено, що далі Cherry Bullet працюватиме як гурт з семи учасниць без додавання нових членів.
11 лютого 2020 року гурт випустив свій перший цифровий сингл «Hands Up».
6 серпня 2020 року Cherry Bullet повернулися з новим цифровим синглом «Aloha Oe».

### 2021–тепер:Cherry Rush,Girls Planet 999іCherry Wish
4 січня 2021 року було оголошено, що Cherry Bullet приєдналася до платформи соціальних мереж Weverse. 20 січня гурт випустив свій перший мініальбом Cherry Rush і головний сингл «Love So Sweet».
3 лютого 2021 року було оголошено, що Cherry Bullet буде керуватися новим суб-лейблом FNC Entertainment, FNC W, який спеціалізується на жіночих гуртах.
Бора, Джівон і Мей взяли участь у шоу на виживання Girls Planet 999 телеканалу Mnet, яке транслювалося з 6 серпня 2021 року по 22 жовтня 2021 року. Джівон вибула у 8 епізоді, фінішувавши на 16 місці у групі K. Мей вибула в 11 епізоді, посівши 8 місце в групі J та 24 місце в загальному заліку. Бора вибула у фінальному епізоді, посівши 9 місце в групі K та 15 місце в загальному заліку.
2 березня 2022 року Cherry Bullet випустили свій другий мініальбом Cherry Wish і його головний сингл «Love In Space».
7 березня 2023 вийшов третій мініальбом гурту Cherry Dash з головним синглом «P.O.W! (Play On the World)».
18 травня 2023 стало відомо, що учасниці Бора, Джівон та Черін візьмуть участь у раліті шоу Mnet Queendom Puzzle. Черін вибула у першому раунді 7 епізоду, а Джівон та Бора - у другому раунді 9 епізоду.
22 квітня 2024 року FNC Entertainment офіційно оголосила про розформування гурту. Хеюн, Джівон, Ремі та Мей прийняли рішення про розірвання контракту, тоді як Юджу, Бора та Черін продовжать індивідуальну діяльність як артисти FNC Entertainment.

## Рекламні контракти
Джівон і Юджу були моделями корейського бренду шкільної форми Smart у 2018 році разом із BTS. Учасників також було обрано, щоб представляти бренд у 2019 році.

## Учасниці
Адаптовано з їхнього профілю Naver.
| Сценічний псевдонім | Сценічний псевдонім | Сценічний псевдонім | Справжнє ім'я | Справжнє ім'я  | Справжнє ім'я    | Дата народження              | Позиція у гурті                               |
| Українською         | Латиницею           | Хангилем            | Українською   | Латиницею      | Хангилем / ханча | Дата народження              | Позиція у гурті                               |
| ------------------- | ------------------- | ------------------- | ------------- | -------------- | ---------------- | ---------------------------- | --------------------------------------------- |
| Хеюн                | Haeyoon             | 해윤                | Пак Хеюн      | Park Haeyoon   | 박해윤           | 10 січня 1996 (29 років)     | Головна вокалістка                            |
| Юджу                | Yuju                | 유주                | Чхве Юджу     | Choi Yuju      | 최유주           | 5 березня 1997 (28 років)    | Ведуча вокалістка, реперка, віжуал            |
| Бора                | Bora                | 보라                | Кім Бора      | Kim Bora       | 김보라           | 3 березня 1999 (26 років)    | Головна вокалістка                            |
| Джівон              | Jiwon               | 지원                | Хо Джівон     | Heo Jiwon      | 허지원           | 4 вересня 2000 (24 роки)     | Ведуча вокалістка, реперка, віжуал, центр     |
| Ремі                | Remi                | 레미                | Катсуно Рісе  | Katsuno Rise   | 勝野莉世         | 26 квітня 2001 (24 роки)     | Головна танцюристка, вокалістка               |
| Черін               | Chaerin             | 채린                | Пак Черін     | Park Chaerin   | 박채린           | 13 березня 2002 (23 роки)    | Головна танцюристка, вокалістка, реперка      |
| Мей                 | May                 | 메이                | Хірокава Мао  | Hirokawa Mao   | 廣川茉音         | 16 листопада 2004 (20 років) | Ведуча танцюристка, вокалістка, віжуал, макне |
| Колишні учасниці    |                     |                     |               |                |                  |                              |                                               |
| Міре                | Mirae               | 미래                | Кім Кюнджу    | Kim Kyungjoo   | 김경주           | 26 березня 1998 (27 років)   | Лідерка, головна вокалістка                   |
| Кокоро              | Kokoro              | 코코로              | Като Кокоро   | Katō Kokoro    | 加藤 心          | 1 листопада 2000 (24 роки)   | Ведуча танцюристка, вокалістка                |
| Лінлін              | Linlin              | 린린                | Хуан Цзу Тін  | Huang Tzu Ting | 黃紫婷           | 5 липня 2003 (22 роки)       | Ведуча танцюристка, вокалістка, реперка       |

## Дискографія

### Мініальбоми
| Назва       | Деталі мініальбому | Пікові позиції у чарті | Продажі                  |
| Назва       | Деталі мініальбому | KOR                    | Продажі                  |
| ----------- | --- | ---------------------- | ------------------------ |
| Cherry Rush | - Реліз: 20 січня 2021 - Лейбл: FNC Entertainment - Формати: CD, цифрове завантаження, стриминг | 11                     | - Південна Корея: 14,922 |
| Cherry Wish | - Реліз: 2 березня 2022 - Лейбл: FNC W - Формати: CD, цифрове завантаження, стриминг Трек-лист 1. «Love In Space» 2. «Broken» 3. «Hiccups» 4. «KKa KKa» (닿을까 말까) 5. «My Boo»                          | 7                      | - Південна Корея: 24,101 |
| Cherry Dash | - Реліз: 7 березня 2023 - Лейбл: FNC W - Формат: CD, цифрове завантаження, стриминг Трек-лист 1. «POW! (Play On the World)» 2. «Whistle Like That» 3. «Cloud Nine» 4. «Queen» 5. «A Winter Star» (겨울 별) | 7                      | - Південна Корея: 36,962 |

### Сингл-альбоми
| Назва                    | Деталі                                                                                          | Пікові позиції учартах | Продажі                  |
| Назва                    | Деталі                                                                                          | KOR                    | Продажі                  |
| ------------------------ | ----------------------------------------------------------------------------------------------- | ---------------------- | ------------------------ |
| Let's Play Cherry Bullet | - Реліз: 21 січня 2019 - Лейбл: FNC Entertainment - Формат: CD, цифрове завантаження, стриминг  | 11                     | - Південна Корея: 16,731 |
| Love Adventure           | - Реліз: 22 травня 2019 - Лейбл: FNC Entertainment - Формат: CD, цифрове завантаження, стриминг | 9                      | - Південна Корея: 12,991 |

### Сингли
| Назва                                                                            | Рік  | Пікові позиції у чартах | Пікові позиції у чартах | Пікові позиції у чартах | Альбом                   |
| Назва                                                                            | Рік  | KOR                     | KOR Hot                 | US World                | Альбом                   |
| -------------------------------------------------------------------------------- | ---- | ----------------------- | ----------------------- | ----------------------- | ------------------------ |
| «Q&A»                                                                            | 2019 | —                       | —                       | 17                      | Let's Play Cherry Bullet |
| «Really Really» кор. (네가 참 좋아)                                              | 2019 | —                       | —                       | —                       | Love Adventure           |
| «Hands Up» кор. (무릎을 탁 치고)                                                 | 2020 | —                       | 99                      | 11                      | Сингли поза альбомом     |
| «Aloha Oe» кор. (알로하오에)                                                     | 2020 | —                       | —                       | —                       | Сингли поза альбомом     |
| «Love So Sweet»                                                                  | 2021 | —                       | —                       | —                       | Cherry Rush              |
| «Love in Space»                                                                  | 2022 | —                       | —                       | —                       | Cherry Wish              |
| «P.O.W! (Play On the World)»                                                     | 2023 | —                       | —                       | —                       | Cherry Dash              |
| «—» релізи, що не потрапили у чарти або не були випущені у відповідних регіонах. |      |                         |                         |                         |                          |

## Відеографія

### Музичні відео
| Рік  | Назва                          | Режисер(и)                       | Прим.  |
| ---- | ------------------------------ | -------------------------------- | ------ |
| 2019 | «Q&A»                          | Ziyong Kim (FantazyLab)          | [ 41 ] |
| 2019 | «Really Really» (네가 참 좋아) | SUNNYVISUAL                      | [ 42 ] |
| 2020 | «Hands Up» (무릎을 탁 치고)    | JIMMY (VIA)                      | [ 43 ] |
| 2020 | «Aloha Oe» (알로하오에)        | SUNNYVISUAL                      | [ 44 ] |
| 2021 | «Love So Sweet»                | Naive Creative Production        | [ 45 ] |
| 2022 | «Love In Space»                | Kim Ja Kyung (Flexibel Pictures) | [ 46 ] |
| 2023 | «P.O.W! (Play On the World)»   | SUNNYVISUAL                      | [ 47 ] |

### Реаліті-шоу
| Рік       | Назва                         | Дата показу               | Мережа |
| --------- | ----------------------------- | ------------------------- | ------ |
| 2018–2019 | Insider Channel Cherry Bullet | з 28 листопада по 9 січня | Mnet   |

## Нагороди та номінації
| Нагорода                | Рік  | Категорія                                | Номінант / робота | Результат | Прим.  |
| ----------------------- | ---- | ---------------------------------------- | ----------------- | --------- | ------ |
| Asia Artist Awards      | 2019 | Popularity Award (Singer)                | Cherry Bullet     | Номінація |        |
| Asia Artist Awards      | 2019 | Starnews Popularity Award (Female Group) | Cherry Bullet     | Номінація |        |
| Genie Music Awards      | 2019 | The Top Artist                           | Cherry Bullet     | Номінація | [ 48 ] |
| Genie Music Awards      | 2019 | The Female New Artist                    | Cherry Bullet     | Номінація | [ 48 ] |
| Genie Music Awards      | 2019 | Genie Music Popularity Award             | Cherry Bullet     | Номінація | [ 48 ] |
| Genie Music Awards      | 2019 | Global Popularity Award                  | Cherry Bullet     | Номінація | [ 48 ] |
| Melon Music Awards      | 2019 | Best New Artist Award                    | Cherry Bullet     | Номінація |        |
| Mnet Asian Music Awards | 2019 | Artist of the Year                       | Cherry Bullet     | Номінація |        |
| Mnet Asian Music Awards | 2019 | Best New Female Artist                   | Cherry Bullet     | Номінація |        |
| Mnet Asian Music Awards | 2019 | Worldwide Fans' Choice Top 10            | Cherry Bullet     | Номінація |        |
| Mnet Asian Music Awards | 2019 | 2019 Qoo10 Favorite Female Artist        | Cherry Bullet     | Номінація |        |
| Seoul Music Awards      | 2020 | Rookie of the Year                       | Cherry Bullet     | Номінація |        |
| Seoul Music Awards      | 2020 | Popularity Award                         | Cherry Bullet     | Номінація |        |
| Seoul Music Awards      | 2020 | Hallyu Special Award                     | Cherry Bullet     | Номінація |        |
| Asia Artist Awards      | 2021 | Female Idol Group Popularity Award       | Cherry Bullet     | Номінація |        |

## Нотатки
1. ↑  Сингл «Love So Sweet» не потрапив у Gaon Digital Chart, але посів 40 місце у Gaon Download Chart[38].
2. ↑  Сингл «Love in Space» не потрапив у Gaon Digital Chart, але посів 39 місце у component Gaon Download Chart[39].
3. ↑  Сингл «P.O.W! (Play On the World)» не потрапив у Gaon Digital Chart, але посів 47 місце у Gaon Download Chart[40].